# Н чи М?
«Н чи М?» (англ. N or M?) — детективний роман англійської письменниці Агати Крісті, вперше опублікований видавництвом «Collins Crime Club» в 1941 році. 

## Сюжет
Після початку Другої світової війни і через багато років після їхньої роботи на британську розвідку, Томмі й Таппенс почували себе нікому не потрібними й виведеними з гри. Коли Томмі Бересфорду пропонують ще раз попрацювати під прикриттям, Таппенс вирішує супроводжувати його, не залежно від того, чи є потреба в її послугах, чи ні. 

Парочка починає шукати німецького агента, що проникнув у ряди Британського командування. Інший англійський агент, що переслідував цього агента, залишив передсмертне зашифроване повідомлення: Н чи М? Сонг-Сузі. Грант знав, що Сонг Сусі — це Сан-Сусі, готель у Ліхемптоні, а Н і М були німецькими шпигунами, чоловіком і жінкою. Томмі направляється в Сан Сусі щоб з'ясувати, чи перебувають там Н і М, або один з них, а також щоб установити їхньої особистості.
Сюжетна лінія повна несподіваних поворотів і бурхливою розв'язкою. 